# Vilumäe
Vilumäe es una localidad del municipio de Saue en el condado de Harju, Estonia, con una población censada a final del año 2011 de 46 habitantes. 
Se encuentra ubicada en el centro-oeste del condado, a poca distancia al oeste de Tallin y al sur de la costa del golfo de Finlandia (mar Báltico).